# Condado de Barren
O Condado de Barren é um dos 120 condados do estado americano de Kentucky. A sede do condado é Glasgow, e sua maior cidade é Glasgow. O condado possui uma área de 1 295 km² (dos quais 23 km² estão cobertos por água), uma população de 38 033 habitantes, e uma densidade populacional de 30 hab/km² (segundo o censo nacional de 2000). O condado foi fundado em 1799. O condado proíbe a venda de bebidas alcoólicas.